# Picnic sul ciglio della strada
Picnic sul ciglio della strada (in russo Пикник на обочине - Pikník na abóčine) è un romanzo di fantascienza dei fratelli Arkadij e Boris Strugackij pubblicato nel 1972; al 1998 risultavano pubblicate 38 edizioni del romanzo in 20 lingue diverse.
Nel 1979 il regista sovietico Andrej Tarkovskij ne ha tratto il film Stalker, alla cui sceneggiatura hanno partecipato gli stessi autori. Il romanzo è apparso in Italia sulla collana Urania Mondadori con quest'ultimo titolo.

## Trama
(Arkadij e Boris Strugackij, Picnic sul ciglio della strada)

### Antefatto
Tredici anni prima dell'inizio della vicenda, appaiono improvvisamente manufatti di chiara origine extraterrestre in sei punti del pianeta, disposti lungo una linea curva «come se qualcuno avesse sparato sulla Terra sei colpi di pistola da un qualche punto sulla traiettoria Terra-Deneb»: il punto teorico di partenza viene denominato "radiante Peelman". Tra queste "zone" vi sono il deserto del Gobi, Terranova e l'immaginaria cittadina industriale di Harmont, dove il romanzo è ambientato.
L'ipotesi più probabile è che esseri alieni abbiano visitato la terra per poi ripartire, abbandonando una quantità di residui tecnologici incomprensibili per i terrestri, e spesso così pericolosi che i luoghi visitati, le cosiddette "Zone", vengono recintate e sorvegliate. Solo veterani estremamente esperti chiamati "stalker" osano entrare nella Zona a rischio della vita per portare all'esterno oggetti da rivendere a caro prezzo.
Gli stalker formano una vera e propria sottocultura con le proprie regole e un proprio codice d'onore influenzati dal pericolo mortale della Zona.

### 13 anni dopo la Visita
Uno dei più abili stalker di Harmont è Redrich Schuhart detto "Roscio", 23 anni, dipendente dell'Istituto delle civiltà extraterrestri. In cambio di un sostanzioso compenso, Red accompagna occasionali visitatori nella Zona con l'obiettivo di recuperare i manufatti abbandonati dagli alieni. I pericoli sono elevatissimi: trappole mortali e imprevedibili accolgono chiunque cerchi di addentrarsi, tanto che Red cerca di percorrere sempre vie già esplorate, anche se non è una garanzia assoluta. Alterna le sue visite ufficiali nella Zona con quelle clandestine, durante le quali saccheggia i reperti alieni per rivenderli illegalmente, pratica questa diffusa tra gli abitanti del luogo.
Una notte accompagna nella Zona un suo amico, lo scienziato russo Kirill Panov, lungo una via già conosciuta, fino a una costruzione nota come "garage"; qui si impossessano di un manufatto chiamato "guscio" per studiarlo. Durante la sortita, lo scienziato rimane contaminato da una sostanza aliena. Alcune ore dopo il rientro dalla zona, Kirill viene trovato morto nella doccia per arresto cardiaco; Schuhart è sicuro che la morte dell'amico sia stata causata dalla contaminazione ed è afflitto per essere stato disattento durante l'escursione. La sera stessa scopre che la sua fidanzata Guta è incinta.

### 18 anni dopo la Visita
Tornato nella Zona per ragioni economiche dopo aver perduto il lavoro, Schuhart incappa in una sostanza aliena chiamata "gelatina di strega" che attacca le gambe dell'anziano stalker che lo accompagna, "Beccamorti" Burbridge. Schuhart medita di abbandonarlo perché potrebbe essere di intralcio se intercettato dalle forze dell'ordine al momento di tornare all'esterno, ma Burbridge lo supplica di portarlo in fretta in ospedale dove sopporterà un'amputazione degli arti inferiori. In cambio si dichiara disposto a rivelargli come impadronirsi della "sfera d'oro", mitico manufatto alieno che si dice possa esaudire qualsiasi desiderio di chi vi entra in contatto.

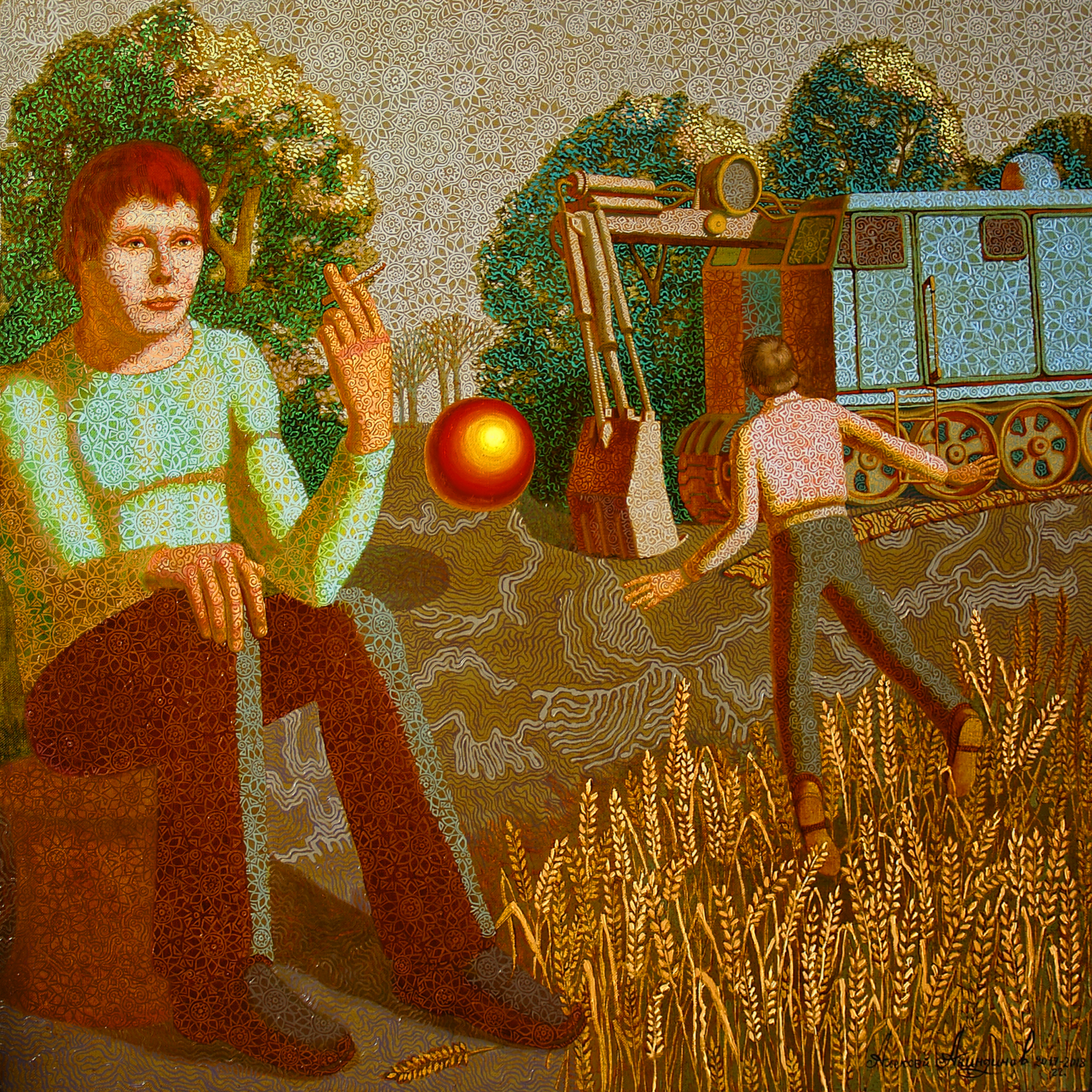
Alexey Akindinov, The Strugatsky Brothers - Roadside Picnic. (olio su tela, 2017-2018)

Schuhart acconsente ma viene poi aspramente redarguito da Dina, la figlia di Burbridge, arrabbiata perché l'ha portato in salvo. Si dimostra riluttante a vendere la "gelatina di strega" a un cliente per il dubbio che possa essere usata nella creazione di un'arma di distruzione di massa. Cade però in una trappola di Ernest, proprietario del ristorante Càmpero che lo consegna alla polizia. Schuhart riesce a fuggire e rivela per telefono al cliente dov'è nascosta la gelatina, chiedendogli di consegnare alla moglie Guta il compenso che gli spetta. I due hanno avuto una figlia mutante con il corpo completamente ricoperto da un sottile vello che i genitori chiamano affettuosamente "Scimmietta".
Dopo la telefonata, Schuhart si costituisce.

### 20 anni dopo la Visita
Schuhart è appena uscito di prigione dopo una condanna a due anni. Il suo vecchio amico Richard H. Noonan lavora sotto copertura per un'agenzia governativa che combatte il traffico illegale di reperti dalla Zona; convinto di avere quasi arrestato il flusso con la dispersione dei vecchi stalker, in realtà scopre tramite il suo superiore che il contrabbando è ancora intenso. A tirare le fila del nuovo commercio è il vecchio Burbridge, sopravvissuto all'amputazione delle gambe, che porta avanti i traffici illeciti sotto la copertura di pic-nic per turisti organizzati ai margini della Zona. Durante un lungo colloquio con Valentin Peelman, tra i maggiori esperti mondiali della Visita, Noonan si fa spiegare cosa pensa il premio Nobel sull'origine delle Zone.

### 21 anni dopo la Visita
Red Schuhart ritorna nella Zona per cercare la sfera d'oro portando con sé Arthur Burbridge, il figlio di Beccamorti. Il vecchio stalker ha convinto Red e il figlio a recuperare il miracoloso oggetto alieno che potrebbe fargli riottenere le gambe amputate. Al termine di un lungo percorso tra insidie di ogni tipo, il giovane viene sacrificato da Red che lo usa come esca per liberarsi da una trappola che gli ostruiva la strada per la sfera d'oro. Quando Schuhart raggiunge il manufatto non è più capace di esprimere alcun desiderio, non chiede nulla per la figlia o per sé, interrogando invece la sfera circa i suoi veri desideri reconditi.

## Personaggi
Redrik "Red" SchuhartРэдрик Шухарт, traslitterato Šuhart, è il giovane stalker protagonista del libro, cercatore di reperti alieni che si introduce illegalmente nella Zona della Visita a dispetto dei pericoli mortali nascosti. Arrestato per la sua attività, uscito di prigione dopo alcuni anni, accetta un ultimo incarico, recuperare un mitico oggetto, la Sfera d'oro. Viene talvolta chiamato Roscio, come nell'originale russo (Рыжий)
Kirill PanovКирилл Панов, è uno scienziato russo amico di Red. Rimane contaminato da una misteriosa sostanza nella Zona e muore poche ore dopo.
Beccamorti BurbridgeNell'edizione originale Стервятник Барбридж, è il più vecchio stalker ancora in vita. Senza scrupoli, invalido a seguito di un'incursione nella Zona, non esita a convincere il figlio ad accompagnare Red nella pericolosissima missione: chiederà alla Sfera d'oro di restituirgli le gambe.
Richard Herbert NoonanРичард Герберт Нуна ufficialmente è un funzionario dell'Istituto internazionale delle civiltà extraterrestri ma sotto questa copertura lavora per un'agenzia governativa di intelligence. Nonostante abbia il compito di evitare che gli stalker depredino la Zona, la sua amicizia con Red lo spinge ad aiutarlo in molte circostanze.
LemchenЛемхен, è il diretto superiore di Richard Noonan nell'agenzia governativa.
Dina BurbridgeДина Барбридж, è l'avvenente figlia di Beccamorti.
Arthur BurbridgeАртур Барбридж, è figlio di "Beccamorti" Burbridge e fratello di Dina.
Guta SchuhartГута Шухарт, è la moglie di Red.
ScimmiettaNell'edizione originale Мартышка, tradotto anche come "Bertuccia", il suo vero nome è Maria Schuhart (nell'edizione originale Мария Шухарт). È la figlia mutante di Red e Guta coperta da una fittissima peluria. Il soprannome Bertuccia è giocato sull'assonanza tra il nome proprio Marija e la parola russa martyška, "bertuccia".
Papà SchuhartMorto prima della Visita, durante la narrazione ritorna a casa del figlio come "morto vivente" (муляж).
TenderТендер, è un giovane stalker.
GutalinГуталин, è un anziano stalker della prima generazione.
Valentin PeelmanВалентин Пильман, nativo di Harmont, premio Nobel per la Fisica.
QuarterbladКвотерблад, traslitterato anche come  "Kvoterblad", è un capitano delle forze Onu a guardia della Zona di Harmont.
ErnestЭрнест, è il proprietario del locale Càmpero (Боржч).
Alois MaknoАлоиз Макно, è il dipendente di un'agenzia che tenta di convincere i residenti in prossimità della Zona a trasferirsi altrove.

## Il titolo e l'ambientazione
Nella terza parte del romanzo un personaggio, il premio Nobel Valentin Peelman, avanza un'ipotesi sull'origine delle Zone, che spiega il titolo:
L'edizione Urania accredita direttamente in quarta di copertina un'ambientazione canadese, ritenendo la presenza di due aree nella stessa nazione, tra cui l'isola di Terranova, come specificato nell'intervista nel prologo. C'è un unico passaggio dal quale si è voluto dedurre che l'immaginaria Harmont si trova in Canada; è la scena in cui il capitano Quarterblad ferma Schuhart all'uscita dalla Zona:
In realtà poco prima Red si rivolgeva a altri caschi blu qualificandoli come svedesi, per cui non si può dedurre automaticamente l'ambientazione da questa unica indicazione.
In un'intervista dell'ottobre 2003, a un fan di Mosca che gli domanda se Harmont si trovi negli Stati Uniti o in Inghilterra, Boris Strugackij risponde: «Secondo gli autori si trova probabilmente in Canada, o forse in Australia, comunque in un'ex colonia britannica.»

## Effetti dei manufatti alieni
| Originale russo    | traduzione letterale     | Inglese          | Trad. L. Capo        | Trad. G. Zurlino       | Descrizione |
| ------------------ | ------------------------ | ---------------- | -------------------- | ---------------------- | --- |
| этака              | così così                | so-so            | etak                 | così-così              | piccola batteria, fonte inesauribile di energia; il suo sfruttamento ha portato tutti i paesi della Terra all’abbandono dell’uso di combustibili fossili                                                       |
| пустышки           | fittizi                  | empties          | gusci                | vuoti                  | due dischi metallici a distanza fissa uno dall’altro; solo in un caso contengono effettivamente qualcosa, altrimenti sono separati dal vuoto; definiti anche “trappola idromagnetica” (гидромагнитная ловушка) |
| браслета           | braccialetti             | bracelets        | braccialetti         | braccialetti           | anelli di metallo benefici per gli esseri umani |
| черных брызг       | schizzi di grasso        | black spray      | spruzzi neri         | spruzzatori di nero    | sfere in grado di rallentare la luce, che esce dalla parte opposta a una frequenza minore; ufficialmente si chiamano K-23                                                                                      |
| Иголки             | aghi                     | needles          | aghi                 | aghi                   | |
| Золотой шар        | palla d’oro              | golden ball      | sfera d’oro          | sfera d’oro            | secondo quella che è probabilmente una leggenda stalker, è in grado di esaudire i desideri intimi di chi vi entra in contatto                                                                                  |
| веселые призраки   | fantasmi divertenti      | jolly ghosts     | allegri fantasmi     | allegri fantasmi       | turbolenza che si manifesta in alcuni punti della Zona |
| шевелящийся магнит | magnete che si muove     | wriggling magnet | magnete che si muove | calamita tremante      | |
| ведьмин студень    | gelatina di streghe      | witches’ jelly   | gelatina di strega   | gelatina stregata      | gas dagli effetti mortali |
| комариная плешь    | zanzara rognosa          | mosquito mange   | tagliola             | zanzara rognosa        | punto dalla gravità infinitamente superiore al normale, che gli stalker rilevano gettando in aria dadi |
| Бродяга Дик        | Dick il vagabondo        | Dick the Tramp   | Dick il Vagabondo    | Dick il Vagabondo      | (ipotetico) orsacchiotto meccanico che si può udire nelle rovine della fabbrica |
| магнитные ловушки  | trappole magnetiche      | magnetic traps   | trappole magnetiche  | trappole magnetiche    | |
| белое кольцо       | anello bianco            | white ring       | anello bianco        | anello bianco          | |
| Белые вертячки     | coleotteri bianchi       | white whirligigs | trottole bianche     | trottole bianche       | |
| Живые покойники    | morti viventi            | Zombies          | morti viventi        | Zombi                  | persone decedute prima della Visita, che tornano sui luoghi dove hanno vissuto |
| эмигрант           | emigranti                | emigrants        | emigrati             | emigranti              | eventi drammatici collegati a persone che hanno abbandonato la Zona |
| рачьем глазе       | occhi di pesce           | lobsters' eyes   | occhi di gambero     | occhi di aragosta      | oggetto nominato da Lemchen |
| гремучие салфетки  | salviette a sonagli      | rattling napkins | salviette crepitanti | tovaglioli a sonagli   | oggetto nominato da Lemchen |
| сучьи погремушки   | sonagli delle bisbetiche | bitches’ rattles | sonagli di uccello   | campanelli della cagna | oggetto nominato da Lemchen |
| смерть-лампе       | morte-lampada            | death lamps      | morte lampada        | lampada della morte    | apparecchio che emette radiazioni letali |

## Altri media
Dal romanzo il regista Andrej Tarkovskij ha tratto nel 1979 il film Stalker, alla cui sceneggiatura hanno partecipato gli stessi autori anche se l'intreccio del film ha pochissime relazioni con l'opera letteraria: a detta del regista le sole due parole in comune tra il romanzo e il film sono "Stalker" e "Zona". L'unico personaggio presente in entrambe le opere è il protagonista, Red. Il romanzo psicologico viene trasformato, sullo schermo, in una storia metafisica.

## Edizioni
- Arkadij e Boris Strugackij, Picnic sul ciglio della strada, in Noi della galassia. Cinque storie di fantascienza, traduzione di Luisa Capo, collana Albatros, Editori Riuniti, 1982, ISBN 88-359-0000-X.
- Arkadij e Boris Strugackij, Stalker, traduzione di Guido Zurlino, collana Urania n° 1066, Arnoldo Mondadori Editore, 1988,  p. 134.
- Arkadij e Boris Strugackij, Picnic sul ciglio della strada, traduzione di Luisa Capo, collana Gli Alianti n° 97, Marcos y Marcos, 2003,  p. 206, ISBN 88-7168-355-2.
- Arkadij e Boris Strugackij, Picnic sul ciglio della strada, traduzione di Luisa Capo, introduzione di Paolo Nori, Marcos y Marcos, 2011,  p. 222, ISBN 978-88-7168-571-7.
- Arkadij e Boris Strugackij, Picnic sul ciglio della strada. Stalker, traduzione di Paolo Nori e Diletta Bacci, Marcos y Marcos, 2022,  p. 270, ISBN 978-8892940550.